# Taupin des moissons
Agriotes lineatus
 (mai 2009).
Si vous disposez d'ouvrages ou d'articles de référence ou si vous connaissez des sites web de qualité traitant du thème abordé ici, merci de compléter l'article en donnant les références utiles à sa vérifiabilité et en les liant à la section « Notes et références ».
Pour les articles homonymes, voir taupin (insecte).
Espèce
Le taupin des moissons (Agriotes lineatus) est une espèce de coléoptères élatéridés dont la larve se nourrit de racines, de tubercules et de bulbes. Il est considéré comme nuisible par les jardiniers et cultivateurs.

## Description morphologique
L’adulte est un coléoptère de forme allongée, à carapace dure et de couleur sombre, présentant de fines stries sur ses élytres et un thorax et une tête couverts de poils très fins et courts. Son corps est habituellement fuselé et mesure de 0,7 à 1 cm de long.
La larve est mince, cylindrique, de couleur allant de l’ocre au cuivre avec une tête brun foncé. Elle a 3 paires de pattes et sa partie postérieure se termine par une courte pointe marron. Elle atteint 3 cm de longueur en fin de cycle.

## Comportement

### Locomotion
Ce coléoptère vole peu ; il se déplace souvent au sol. Comme les femelles volent difficilement, les infestations sont lentes à se propager d’un champ à l’autre.

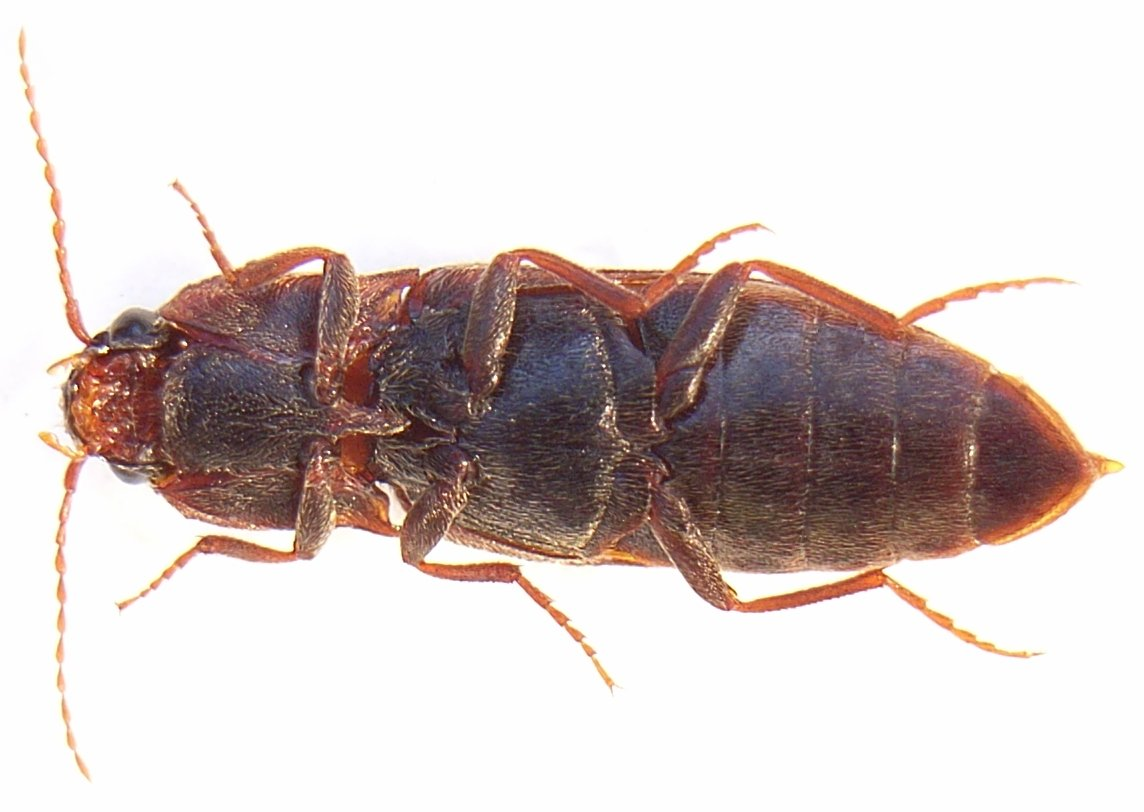
Face inférieure d'un Taupin des moissons

Sa technique de retournement, lorsqu'il se retrouve sur le dos, fait intervenir une tension musculaire brusquement relâchée (voir photo ci-contre). Il présente en effet sur sa face inférieure une saillie (située entre les pattes antérieures) susceptible de s'enclencher dans une cavité (située entre les pattes intermédiaires). La détente du système est réalisée par l'insecte lorsque celui-ci rejette la tête en arrière, ce qui le propulse en l'air. S'il ne retombe pas sur ses pattes au premier essai, il recommencera l'exercice.

### Alimentation
La larve se nourrit de résidus végétaux ou de racines, de bulbes, de tubercules de nombreuses plantes cultivées, adventices ou sauvages.

### Reproduction et cycle de vie

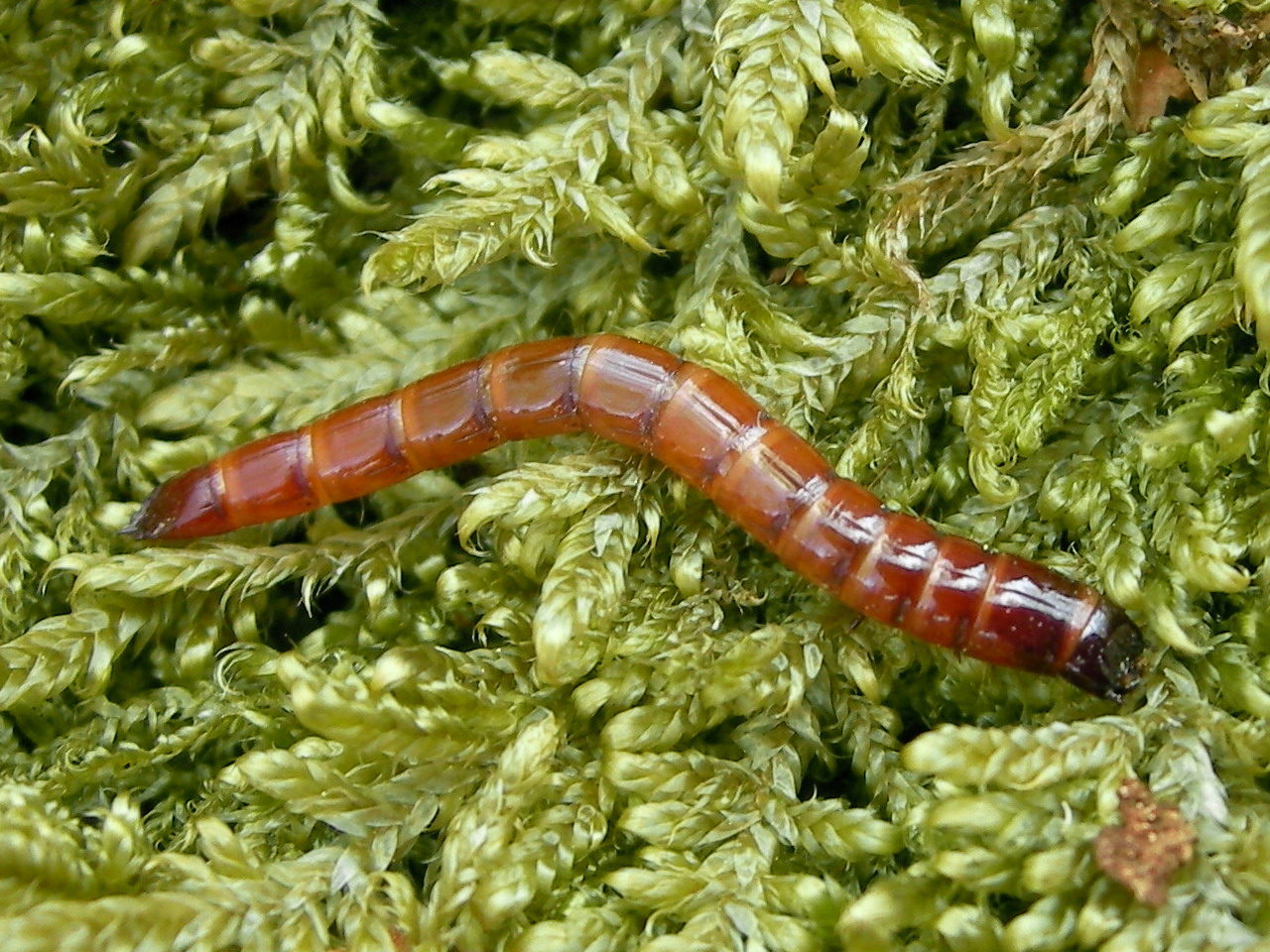
Larve de Taupin des moissons

Le cycle évolutif dure 4 ans chez cette espèce.
Les adultes, apparus en mars, s'accouplent et les femelles pondent un grand nombre d'œufs dispersés sur le sol, de mai à juillet. Les adultes meurent en septembre. Les œufs prennent de 3 à 4 semaines pour éclore. Les larves, filiformes et de consistance dure, sont communément appelées "vers fil de fer" Elles s'enfoncent dans le sol et se nourrissent des parties souterraines de nombreuses plantes durant près de 4 ans. La larve du dernier stade larvaire amorce la nymphose en juillet. Les adultes, après avoir passé l’hiver à l’abri dans la loge, sortiront au printemps suivant.

## Répartition et habitat
Cet insecte est plus commun en plaine que dans les zones de montagne, et plus commun dans les zones cultivées qu'en friche. On le trouve presque partout dans les zones tempérées de l'hémisphère nord, aussi bien en zone néarctique que paléarctique (espèce holarctique).

## Systématique

### Étymologie
Le terme "taupin" serait une allusion au bruit que fait l'animal lorsque, retourné sur le dos, il se détend brusquement avec un "clic" audible pour se retourner (d'où le nom click beetle en anglais), ou alors une allusion au travail souterrain de la larve. Au XVe siècle, les taupins étaient les mineurs qui avaient pour rôle de saper les murs d’une ville assiégée. À la fin du XIXe siècle, on dénommait ainsi les soldats du génie chargés de poser les mines,. "Des moissons" fait référence à son lieu de vie préférentiel, les zones cultivées.
"Agriotes" est un mot grec signifiant "qui vit dans les champs" et "lineatus" fait référence aux fines lignes qui se dessinent sur le dessus de ses élytres.

## Rôle écologique
Ravageur de nombreuses plantes, cet insecte est, au moins à l'état larvaire, une proie intéressante pour d'autres insectes (comme les carabes), de petits mammifères (musaraignes, taupes) et des oiseaux.

## Le Taupin des moissons et l'homme

### Dégâts
Les larves de taupins très polyphages apparaissent surtout la deuxième année suivant l’implantation du jardin et restent plusieurs années dans le sol (stade larvaire de 4 ans pour Agriotes lineatus, A. sputator et A. obscurus, 2 ans pour Agriotes sordidus). Craignant le froid et la sécheresse, elles descendent en profondeur dans le sol en hiver et en été. Au printemps, elles remontent et creusent des galeries dans les plants de pommes de terre, dans les racines et les pousses en croissance. Plus tard, durant la saison de végétation, les vers « fil de fer » se nourrissent des parties souterraines des pommes de terre, des carottes, des betteraves, des oignons, des tomates, des poireaux ou autres végétaux, notamment le maïs ou le blé. Les plantes attaquées meurent ou sont impropres à la consommation. Les larves s’attaquent également aux racines des salades, aux racines des gazons et des jeunes arbres.

### Moyens de luttes

#### Lutte préventive
- La première année d’implantation du jardin, cultiver surtout des brassicacées (crucifères) (chou, brocoli, cresson), et déplacer ces cultures les années suivantes.
- Protéger leurs ennemis naturels : la taupe, les musaraignes, les carabes et les oiseaux tels que les corneilles, les étourneaux, les merles et les grives.
- Apporter du fumier ou du compost pour augmenter la résistance des cultures[3].

#### Lutte écologique
- Les œufs sont localisés dans les 5 à 10 premiers centimètres du sol de mi-mai à début juillet. Ils sont très sensibles à la déshydratation, il est donc recommandé de réaliser un griffage du sol et de laisser sécher
- Les larves de taupins apprécient les sols compacts et humides : travaillez le sol plusieurs fois afin de bien l’ameublir, l’aérer et le drainer.
- Disposez des appâts : enfoncez des carottes ou des pommes de terre coupées en deux dans le sol, la face coupée se trouvant à environ 5 cm de profondeur. Contrôlez et détruisez régulièrement les larves attirées.
- Labourer le sol tard à l'automne pour exposer les larves au gel et à leurs prédateurs.
- Planter du tourteau de ricin commun, semis au printemps, enfouir ensuite comme un engrais vert. Détruit radicalement les larves de taupin et les vers blancs[3].

#### Lutte chimique
Il existe des produits spécifiques pour jardin à base de diazinon ou de chlorpyriphos-éthyl pour lutter contre les taupins. Il ne faut néanmoins pas oublier que ces produits chimiques détruisent toute la faune auxiliaire et posent donc par ailleurs des problèmes de déséquilibre du sol.
Il est important d’intervenir au bon moment : au printemps (avril, mai) à la remontée des larves ou au début de l’automne (septembre) avant l’hibernation des larves.
Ces produits agissent par ingestion et contact : il faut les incorporer dans la couche superficielle du sol humide.
En agriculture, en particulier pour les céréales d'automne, l'interdiction de nombreux produits de synthèse pose des difficultés. Différentes techniques culturales telles que des travaux superficiels du sol en été et le semis en interculture de plantes riches en glucosinolates telles que la moutarde peuvent contribuer à réduire le nombre de taupins.